# عينان خضراوان
عينان خضراوان، رواية عربية، للروائي السوداني حامد الناظر. صدرت الرواية لأوّل مرة عام 2020 عن دار التنوير في لبنان، ودخلت في القائمة الطويلة للجائزة العالمية للرواية العربية لعام 2021، المعروفة باسم «جائزة بوكر العربية».